# ASC 다코-게티카 부쿠레슈티
ASC 다코-게티카 부쿠레슈티(Asociația Sport Club Daco-Getica BucureștiDaco)일반적으로  'Getica București로 알려진 이 구단은 부쿠레슈티를 연고로 하는 루마니아의 프로 축구 클럽이다.
1992년부터 2018년 여름까지 팀은 유벤투스 부쿠레슈티 로 알려졌는데, 이 이름은 과거에 관련 없는 FC 페트롤룰 플로이에슈티도 사용했었다. 이름이 변경되기 1년 전 루마니아의 1부리그인 리가 I 에서 첫 시즌을 보냈다.
2019–20 Liga II 시즌의 13라운드를 치른 후 시니어 스쿼드를 해산했다.

## 역대 감독
| 감독              | 임기        |
| ----------------- | ----------- |
| 이오넬 아우구스틴 | 2006 ~ 2007 |
| 이오넬 아우구스틴 | 2009 ~ 2010 |